# Art Johnson
Art Johnson (ur. 16 czerwca 1888 w Sioux City, zm. 27 sierpnia 1949 w Chicago) – amerykański kierowca wyścigowy.

## Kariera
W swojej karierze Johnson startował głównie w Stanach Zjednoczonych w mistrzostwach AAA Championship Car oraz towarzyszącym mistrzostwom słynnym wyścigu Indianapolis 500. W sezonie 1916 wystartował łącznie w czterech wyścigach. W Indy 500 uplasował się na ósmym miejscu. Z dorobkiem trzydziestu punktów został sklasyfikowany na czterdziestym miejscu w końcowej klasyfikacji kierowców.